# 21-й механизированный корпус
21-й механизированный корпус — воинское соединение в вооружённых силах СССР во время Великой Отечественной войны.

## 1-е формирование

### История
Корпус формировался в Московском военном округе в марте-июне 1941 года на базе 24-й легкотанковой дивизии 2-го формирования, 1-й Особой кавалерийской бригады, 1-й Московской Пролетарской дивизии, 185-й стрелковой дивизии, 452-го гаубичного артиллерийского полка.
На 22 июня 1941 года в корпусе насчитывалось всего 98 танков БТ-7 и Т-26 и 30 огнемётных танков.
В действующей армии во время ВОВ с 22 июня 1941 года по 5 сентября 1941 года.
Перед войной был переброшен на запад, на 22 июня 1941 года дислоцировался:
- Управление корпуса — в Идрице
- 42-я танковая дивизия — в Идрице
- 46-я танковая дивизия — в Опочке
- 185-я моторизованная дивизия — в Идрице

23 июня 1941 года корпус получил около 100 орудий.
23 июня 1941 года корпус попал под авиаудар, были повреждены склады, имелись некоторые потери личного состава.
25 июня 1941 года корпус получил задачу выдвинуться к Даугавпилсу, занять оборону, не допустить форсирования противником Западной Двины на участке Ницгале, Краслава севернее Даугавпилса. Корпус двигался под мощным воздействием авиации противника, к 27 июня 1941 года подошёл к Даугавпилсу, но к тому времени немецкий 56-й моторизованный корпус уже форсировал реку и занял Даугавпилс. 28 июня 1941 года корпус перешёл в наступление на Даугавпилс, 42-я танковая дивизия атаковала город с юго-востока, правее располагалась 185-я моторизованная дивизия, ещё дальше 46-я танковая дивизия. Слева от корпуса оборону держали соединения уже 22-й армии Западного фронта (112-я стрелковая дивизия). Некоторыми соединениями корпус ворвался в город, но удержать его не смог. В течение всего дня корпус продолжал атаки на город, уничтожил переправившиеся в 15-20 километрах от города войска, но под давлением 8-й танковой дивизии и 3-й моторизованной дивизии оставил город и отошёл восточнее. 46-я танковая дивизия была к тому времени передана в состав группы генерала Акимова.
Уже к 30 июня 1941 года корпус понёс большие потери, как в личном составе, так и в технике. В 42-й танковой дивизии насчитывалось 270 человек при 14 орудиях и 7 танках, в 46-й танковой дивизии — 400 человек при 7 орудиях, в 185-й моторизованной дивизии — 2259 человек при 23 орудиях и 33 противотанковых орудиях. Однако и корпус потрепал врага: по его отчётам 21-й механизированный корпус только за первый день боёв уничтожил 42 танка, 34 орудия, 32 миномёта, до 250 автомашин, много другой техники, оружия и боевого имущества. До 1000 солдат и офицеров было убито и ранено, до 300 человек сдалось в плен, в том числе 12 офицеров.
До 2 июля 1941 года корпус удерживал занимаемые рубежи, благо, что противник перегруппировывался, ожидая подхода основных сил и большой активности не проявлял. 2 июля 1941 года корпус должен был вновь предпринять наступление на город, однако противник перешёл в наступление сам, упредив советские войска. На корпус наступали части 8-й танковой дивизии и 3-й моторизованной дивизии, моторизованной дивизии СС «Тотенкопф», 290-я пехотная дивизия и часть сил 121-й пехотной дивизии. Части корпуса оказали достойное сопротивление, в полосе корпуса противник смог продвинуться лишь на 7-10 километров. Однако корпус начал отход по приказу: 185-я моторизованная дивизия отходила в направлении озёр Еша, Нирза, 42-я танковая дивизия и управление корпуса с корпусными частями в направлении Дагда, Себеж. В ходе отступления корпус силами 42-й танковой дивизии разгромил у Дагды колонну дивизии СС «Тотенкопф». 185-я моторизованная дивизия в это же время под давлением сил противника к исходу 3 июля 1941 года отошла в район Бродайжа, таким образом, корпус оказался разрезанным. К 4 июля 1941 года части корпуса вновь соединились в районе Лудза, Лаудери, но удержать рубеж не смогли, и начали отступление к Себежу. 5 июля 1941 года корпус сосредоточился в районе Себежа и был выведен в резерв. 7 июля 1941 года корпус выдвинулся в район Усадище, Барсуки, Селиваново и в этот же день участвует в контрударе в общем направлении Стрелкина, Маршавицы, Губино.
После неудачного контрудара, корпус начал отступление и отошёл на позиции в 15-25 километрах северо-западнее Новоржева. Примерно оттуда же части корпуса начали наступление в ходе контрудара под Сольцами. В середине июля 1941 года корпус поступил приказ о выводе корпуса в резерв, однако остатки корпуса не смогли выйти из боёв и постепенно отступали за Ловать. Очевидно, что как организованное соединение корпус уже не существовал.
5 сентября 1941 года управление корпуса расформировано по Перечню (реально расформировано ещё в конце августа 1941 года).

### Боевой состав
| Дата       | Фронт                 | Армия      | В составе (танковые)                                                                             | Другие части, в том числе приданные                                                                                     | Примечания |
| ---------- | --------------------- | ---------- | ------------------------------------------------------------------------------------------------ | --- | ---------- |
| 22.06.1941 | Резерв Ставки ГК      | -          | 42-я танковая дивизия 46-я танковая дивизия 185-я моторизованная дивизия 11-й мотоциклетный полк | 127-й отдельный батальон связи 59-й отдельный моторизованный инженерный батальон 121-я корпусная авиационная эскадрилья | -          |
| 01.07.1941 | Северо-Западный фронт | -          | 42-я танковая дивизия 46-я танковая дивизия 185-я моторизованная дивизия 11-й мотоциклетный полк | 127-й отдельный батальон связи 59-й отдельный моторизованный инженерный батальон 121-я корпусная авиационная эскадрилья | -          |
| 10.07.1941 | Северо-Западный фронт | 27-я армия | 42-я танковая дивизия 46-я танковая дивизия 185-я моторизованная дивизия 11-й мотоциклетный полк | 127-й отдельный батальон связи 59-й отдельный моторизованный инженерный батальон 121-я корпусная авиационная эскадрилья | -          |
| 01.08.1941 | Северо-Западный фронт | 27-я армия | 42-я танковая дивизия 46-я танковая дивизия 185-я моторизованная дивизия                         | 127-й отдельный батальон связи 59-й отдельный моторизованный инженерный батальон 121-я корпусная авиационная эскадрилья | -          |

### Командование
- Командир — генерал-майор Дмитрий Данилович Лелюшенко,
- Заместитель по политической части — бригадный комиссар Роман Павлович Бабийчук (20.03 — 5.09.1941).
- Помощник по технической части — бригадный инженер Арон Давыдович Кац.
- Начальник штаба — полковник Анатолий Алексеевич Асейчев.
- Начальник оперативного отдела — майор Иван Петрович Ситников.
- Начальник разведывательного отдела — капитан Пахомов.
- Начальник отдела связи — майор Александр Яковлевич Остренко.
- Начальник строевого отдела — капитан Павел Федорович Кружков.
- Начальник отдела тыла — капитан Григорий Игнатьевич Обруч.
- Начальник артиллерии — полковник Георгий Иванович Хетагуров.
- Начальник автотранспортной службы — капитан Семен Афанасьевич Мурачев.
- Начальник химической службы — майор Павел Александрович Агафонов.
- Начальник снабжения — интендант 2 ранга Константин Николаевич Туманов.
- Начальник санитарной службы — военврач 2 ранга Леонид Николаевич Васильев.
- Заместитель начальника отдела политпропаганды — полковой комиссар Алексей Григорьевич Рыкалин (20.03 — 1.08.1941), полковой комиссар Алексей Иванович Шмелев (1.08 — 5.09.1941)[1].